# Scleroglossum pusillum
Scleroglossum pusillum är en stensöteväxtart som först beskrevs av Bl., och fick sitt nu gällande namn av Cornelis Rugier Willem Karel van Alderwerelt van Rosenburgh. Scleroglossum pusillum ingår i släktet Scleroglossum och familjen Polypodiaceae. Inga underarter finns listade.